# ویل باپاگا
ویل باپاگا (انگلیسی: Will Bapaga؛ زادهٔ ۳ نوامبر ۲۰۰۲) بازیکن فوتبال اهل بریتانیا است.
از باشگاه‌هایی که در آن بازی کرده‌است می‌توان به باشگاه فوتبال کاونتری سیتی اشاره کرد.